# Polska na zawodach Pucharu Europy w Lekkoatletyce 1981
Polska na zawodach Pucharu Europy w Lekkoatletyce 1981 – wyniki reprezentacji Polski w 8. edycji Pucharu Europy w 1981.

## Półfinały

### Mężczyźni
Półfinał z udziałem Polaków odbył się w dniach 4–5 lipca 1981 w Warszawie. Reprezentacja Polski zajęła 1. miejsce wśród ośmiu drużyn i awansowała do finału „A”.
- 100 m: Marian Woronin – 1 m. (10,15)
- 200 m: Marian Woronin – 1 m. (20,55)
- 400 m: Andrzej Stępień – 3 m. (46,56)
- 800 m: Stanisław Rzeźniczak – 4 m. (1:50,64)
- 1500 m: Mirosław Żerkowski – 5 m. (3:50,49)
- 5000 m: Daniel Jańczuk – 2 m. (13:51,36)
- 10000 m: Zbigniew Pierzynka – 6 m. (29:08,12)
- 110 m ppł: Romuald Giegiel – 3 m. (13,78)
- 400 m ppł: Krzysztof Węglarski – 8 m. (52,1)
- 3000 m z przeszkodami: Bogusław Mamiński – 1 m. (8:33,98)
- skok wzwyż: Janusz Trzepizur – 1 m. (2,24)
- skok o tyczce: Mariusz Klimczyk – 1 m. (5,50)
- skok w dal: Andrzej Klimaszewski – 1 m. (8,21, wiatr +2,9)
- trójskok: Zdzisław Sobora – 3 m. (16,31)
- pchnięcie kulą: Mieczysław Kropelnicki – 2 m. (18,85)
- rzut dyskiem: Stanisław Grabowski – 3 m. (57,28)
- rzut młotem: Mariusz Tomaszewski – 2 m. (72,36)
- rzut oszczepem: Dariusz Adamus – 2 m. (80,66)
- sztafeta 4 × 100 m: Krzysztof Zwoliński, Zenon Licznerski, Leszek Dunecki, Marian Woronin – 1 m. (39,00)
- sztafeta 4 × 400 m: Jan Pawłowicz, Zbigniew Rytel, Ryszard Wichrowski, Andrzej Stępień – 2 m. (3:06,49)

### Kobiety
Półfinał z udziałem Polek odbył się w dniu 5 lipca 1979 we Frankfurcie nad Menem. Reprezentacja Polski zajęła 4. miejsce wśród ośmiu drużyn i awansowała do finału „B”.
- 100 m: Lucyna Langer – 4 m. (11,92)
- 200 m: Elżbieta Rabsztyn – 7 m. (24,51)
- 400 m: Grażyna Oliszewska – 4 m. (53,04)
- 800 m: Jolanta Januchta – 3 m. (1:59,98)
- 1500 m: Anna Bukis – 2 m. (4:11,04)
- 3000 m: Celina Sokołowska – 4 m. (9:11,08)
- 100 m ppł: Danuta Perka – 3 m. (13,28)
- 400 m ppł: Genowefa Błaszak – 1 m. (55,78)
- skok wzwyż: Danuta Bułkowska – 3 m. (1,86)
- skok w dal: Ewa Garczyńska – 4 m. (6,26)
- pchnięcie kulą: Ludwika Chewińska – 4 m. (17,10)
- rzut dyskiem: Danuta Majewska – 4 m. (58,26)
- rzut oszczepem: Bernadetta Blechacz – 3 m. (57,36)
- sztafeta 4 × 100 m: Barbara Baran, Elżbieta Rabsztyn, Danuta Perka, Lucyna Langer – 5 m. (45,96)
- sztafeta 4 × 400 m: Grażyna Oliszewska, Jolanta Januchta, Elżbieta Katolik, Genowefa Błaszak – 4 m. (3:33,03)

## Finał „B”
Finał „B” z udziałem Polek odbył się w dniu 2 sierpnia 1981 w Pescarze. Reprezentacja Polski zajęła 1. miejsce wśród sześciu drużyn i awansowała do finału „A”.
- 100 m: Lucyna Langer – 6 m. (11,94)
- 200 m: Elżbieta Rabsztyn – 5 m. (24,09)
- 400 m: Grażyna Oliszewska – 2 m. (52,84)
- 800 m: Jolanta Januchta – 2 m. (1:58,65)
- 1500 m: Anna Bukis – 1 m. (4:01,18)
- 3000 m: Celina Sokołowska – 3 m. (9:07,09)
- 100 m ppł: Danuta Perka – 1 m. (13,12)
- 400 m ppł: Genowefa Błaszak – 1 m. (55,78)
- skok wzwyż: Urszula Kielan – 3 m.= (1,84 ex equo z jeszcze jedną zawodniczką)
- skok w dal: Anna Włodarczyk – 2 m. (6,53)
- pchnięcie kulą: Ludwika Chewińska – 3 m. (18,06)
- rzut dyskiem: Danuta Majewska – 4 m. (56,66)
- rzut oszczepem: Bernadetta Blechacz – 1 m. (61,90)
- sztafeta 4 × 100 m: Lucyna Langer, Elżbieta Rabsztyn, Danuta Perka, Anna Włodarczyk – 4 m. (45,61)
- sztafeta 4 × 400 m: Elżbieta Katolik, Beata Niedzielska, Grażyna Oliszewska, Genowefa Błaszak – 2 m. (3:29,51)

## Finały „A”

### Mężczyźni
Finał „A” zawodów odbył się w dniach 15–16 sierpnia 1981 w Zagrzebiu (razem z zawodami kobiecymi). Reprezentacja Polski zajęła 6. miejsce wśród ośmiu zespołów, zdobywając 74 punkty.
- 100 m: Marian Woronin – 4 m. (10,31)
- 200 m: Leszek Dunecki – 7 m. (20,91)
- 400 m: Andrzej Stępień – 8 m. (46,38)
- 800 m: Stanisław Rzeźniczak – 7 m. (1:49,35)
- 1500 m: Mirosław Żerkowski – 6 m. (3:45,47)
- 5000 m: Daniel Jańczuk – 7 m. (14:02,78)
- 10000 m: Jerzy Kowol – 6 m. (29:41,40)
- 110 m ppł: Romuald Giegiel – 3 m. (13,88)
- 400 m ppł: Ryszard Szparak – 4 m. (50,12)
- 3000 m z przeszkodami: Bogusław Mamiński – 2 m. (8:17,23)
- skok wzwyż: Janusz Trzepizur – 5 m. (2,21)
- skok o tyczce: Władysław Kozakiewicz – nie zaliczył żadnej wysokości
- skok w dal: Stanisław Jaskułka – 5 m. (7,78)
- trójskok: Zdzisław Hoffmann – 7 m. (15,99)
- pchnięcie kulą: Janusz Gassowski – 6 m. (19,01)
- rzut dyskiem: Stanisław Wołodko – 4 m. (58,94)
- rzut młotem: Mariusz Tomaszewski – 5 m. (70,70)
- rzut oszczepem: Michał Wacławik – 3 m. (86,26)
- sztafeta 4 × 100 m: Krzysztof Zwoliński, Zenon Licznerski, Leszek Dunecki, Marian Woronin – 1 m. (38,66)
- sztafeta 4 × 400 m: Jerzy Pietrzyk, Ryszard Wichrowski, Zbigniew Rytel, Andrzej Stępień – 7 m. (3:04,71)

### Kobiety
Finał „A” odbył się w dniach 15–16 sierpnia 1981 w Zagrzebiu (razem z zawodami męskimi). Reprezentacja Polski zajęła 6. miejsce, wśród ośmiu zespołów, zdobywając 53,5 punktów.
- 100 m: Iwona Pakuła – 8 m. (11,83)
- 200 m: Iwona Pakuła – 8 m. (23,84)
- 400 m: Grażyna Oliszewska – 5 m. (53,02)
- 800 m: Jolanta Januchta – 3 m. (1:58,30)
- 1500 m: Anna Bukis – 3 m. (4:04,38)
- 3000 m: Celina Sokołowska – 8 m. (9:28,30)
- 100 m ppł: Lucyna Langer – 3 m. (13,20)
- 400 m ppł: Genowefa Błaszak – 3 m. (57,21)
- skok wzwyż: Elżbieta Krawczuk – 5 m.= (1,84 ex equo z jeszcze jedną zawodniczką)
- skok w dal: Anna Włodarczyk – 2 m. (6,66)
- pchnięcie kulą: Ludwika Chewińska – 7 m. (16,69)
- rzut dyskiem: Danuta Majewska – 6 m. (56,38)
- rzut oszczepem: Maria Jabłońska – 7 m. (54,36)
- sztafeta 4 × 100 m: Iwona Pakuła, Elżbieta Rabsztyn, Danuta Perka, Lucyna Langer – 8 m. (46,03)
- sztafeta 4 × 400 m: Beata Niedzielska, Jolanta Januchta, Grażyna Oliszewska, Genowefa Błaszak – 5 m. (3:30,60)